# Philip Richardson
Sir Philip Wigham Richardson (ur. 26 stycznia 1865 w Newcastle upon Tyne, zm. 23 listopada 1953 w Weybridge) – brytyjski strzelec sportowy, polityk.
Na igrzyskach w 1908 w Londynie wystąpił tylko w jednej konkurencji. Było to strzelanie z karabinu wojskowego drużynowo (strzelano z sześciu różnych odległości). Uzyskał indywidualnie 413 punktów (na 450 możliwych), zaś cała drużyna zdobyła 2496 punktów. Dzięki przyzwoitym wynikom, ekipa brytyjska w składzie: John Martin, Walter Padgett, Philip Richardson, Arthur Fulton, Fleetwood Varley i Harcourt Ommundsen, zdobyła srebrny medal olimpijski.
Uczestniczył również w dwóch indywidualnych konkurencjach na następnych igrzyskach, które odbyły się w Sztokholmie w 1912 roku, jednak bez powodzenia.
Baron Philip Richardson był także politykiem, reprezentował Chertsey w brytyjskiej Izbie Gmin w latach 1922–1931.

## Wyniki olimpijskie
| Igrzyska | Konkurencja                              | Wynik                                                    | Miejsce    | Źródło |
| -------- | ---------------------------------------- | -------------------------------------------------------- | ---------- | ------ |
| IO 1908  | Karabin wojskowy, drużynowo              | 2496 punktów druż., 413 punktów ind. (68-73-70-72-64-66) | 2 (na 8)   | [ 2 ]  |
| IO 1912  | Karabin wojskowy, trzy postawy, 300 m    | 69 punktów (34-35)                                       | 65 (na 91) | [ 3 ]  |
| IO 1912  | Karabin wojskowy, dowolna postawa, 600 m | 79 punktów                                               | 33 (na 85) | [ 4 ]  |